# Henri-Constance de Lort de Sérignan de Valras
Henri-Constance de Lort de Sérignan de Valras, mort à Paris le 8 novembre 1763, est un évêque français du XVIIIe siècle. Il est d'une ancienne et noble famille de Béziers. 

## Biographie
Henry-Constance de Lort de Sérignan de Valras, agent général du clergé de France de 1725 à 1730, est pourvu en commende de l'abbaye de Paimpont en 1722 à 1742 et sacré évêque de Mâcon le 27 juillet 1732. 
Sous le gouvernement de l'abbé de Cluny, Henri-Oswald de La Tour d'Auvergne, Valras termine   en faveur de son siège, la contestation qui existe depuis plusieurs siècles entre l'évêché de Mâcon et l'abbaye de Cluny.
Valras assiste, comme député de la province ecclésiastique de Lyon, aux assemblées générales du clergé en 1735, 1740, 1742, 1745, et y défend les droits de l'Église et les immunités du clergé.  En 1756 il reçoit comme coadjuteur l'abbé de Livry, évêque titulaire de « Callinicum en Mésopotamie ». Il termine sa carrière le 8 novembre 1763.
Un portrait de Valras exécuté par le peintre Jean-Baptiste Greuze figure dans les collections du musée des Ursulines de Mâcon.